# Huragan Dennis
Huragan Dennis – czwarty nazwany sztorm tropikalny i drugi huragan, oraz pierwszy główny huragan w sezonie huraganowym na Atlantyku w 2005 roku. Maksymalny wiatr wyniósł 150 mph (240 km/h) i był w kategorii 4 skali Saffira-Simpsona.
Huragan nawiedził cztery kraje położone nad Atlantykiem oraz Morzem Karaibskim i spowodował śmierć 88 osób oraz dokonał zniszczeń oszacowanych na blisko 4 miliardy dolarów.
W wyniku przejścia huraganu najbardziej ucierpiało Haiti, gdzie zginęło 56 osób, z czego 16 osób straciło życie po zawaleniu się mostu przez porywisty wiatr. Huragan całkowicie zniszczył 929 domów, a kolejne 3000 poważnie uszkodził. Łącznie 1500 osób straciło dach nad głową.
Huragan poważnie uszkodził usytuowaną w Zatoce Meksykańskiej platformę wydobywczą. Thunder Horse. Skutkiem uszkodzeń było przewrócenie się platformy. To wydarzenie przyśpieszyło wzrost cen ropy z powodu spekulacji na temat wyczerpywania się jej zapasów. Platforma została podniesiona tydzień po przejściu huraganu, lecz BP, do którego należy platforma, ogłosiło opóźnienie produkcji komercyjnej. Sześć tygodni później platforma przetrwała huragan Katrina bez żadnych uszkodzeń.
Ze względu na znaczne straty materialne oraz straty w ludziach, jakie wywołał Dennis, nazwa ta została wycofana z ponownego użycia w nazewnictwie cyklonów tropikalnych nad Atlantykiem. Postanowiono, że nazwę Dennis w sezonie huraganowym 2011 zastąpi nazwa Don.

## Ofiary huraganu
| Kraj              | Ofiary śmiertelne |
| ----------------- | ----------------- |
| Haiti             | 56                |
| Kuba              | 16                |
| Stany Zjednoczone | 15                |
| Jamajka           | 1                 |
| Razem:            | 88                |

## Galeria

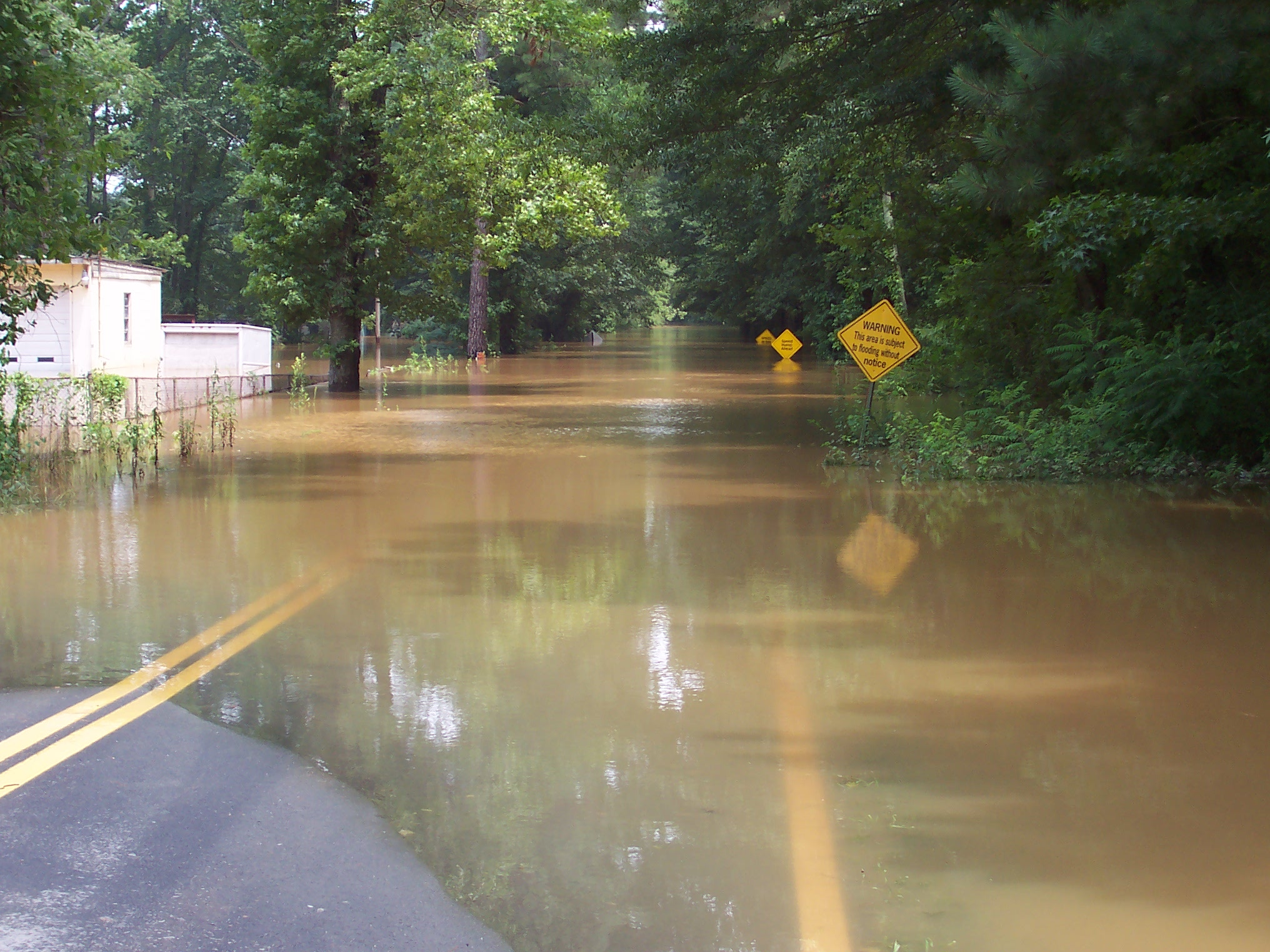
Powódź w stanie Georgia po przejściu huraganu Dennis.
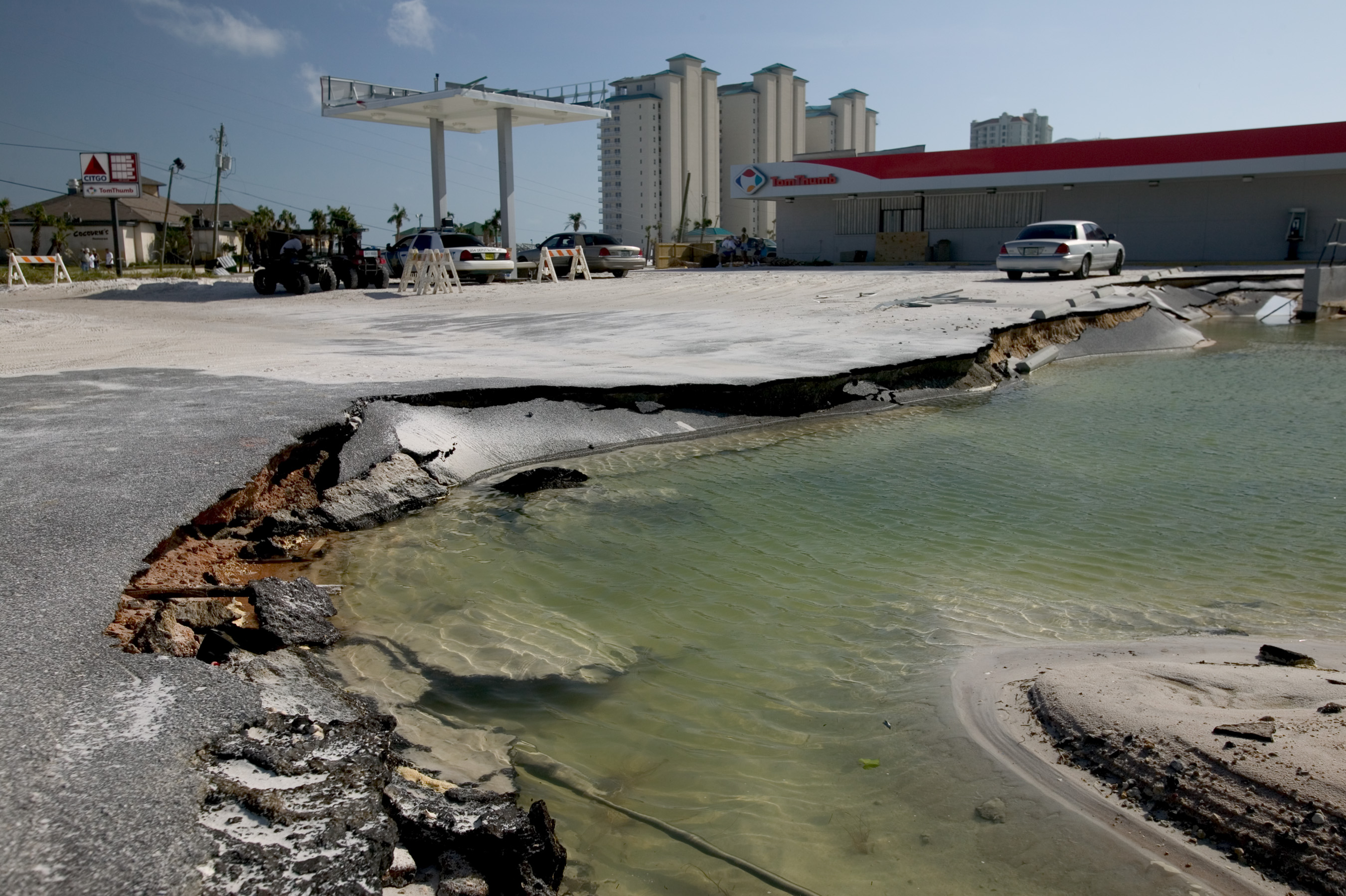
Zniszczenia po przejściu huraganu Dennis w stanie Floryda.
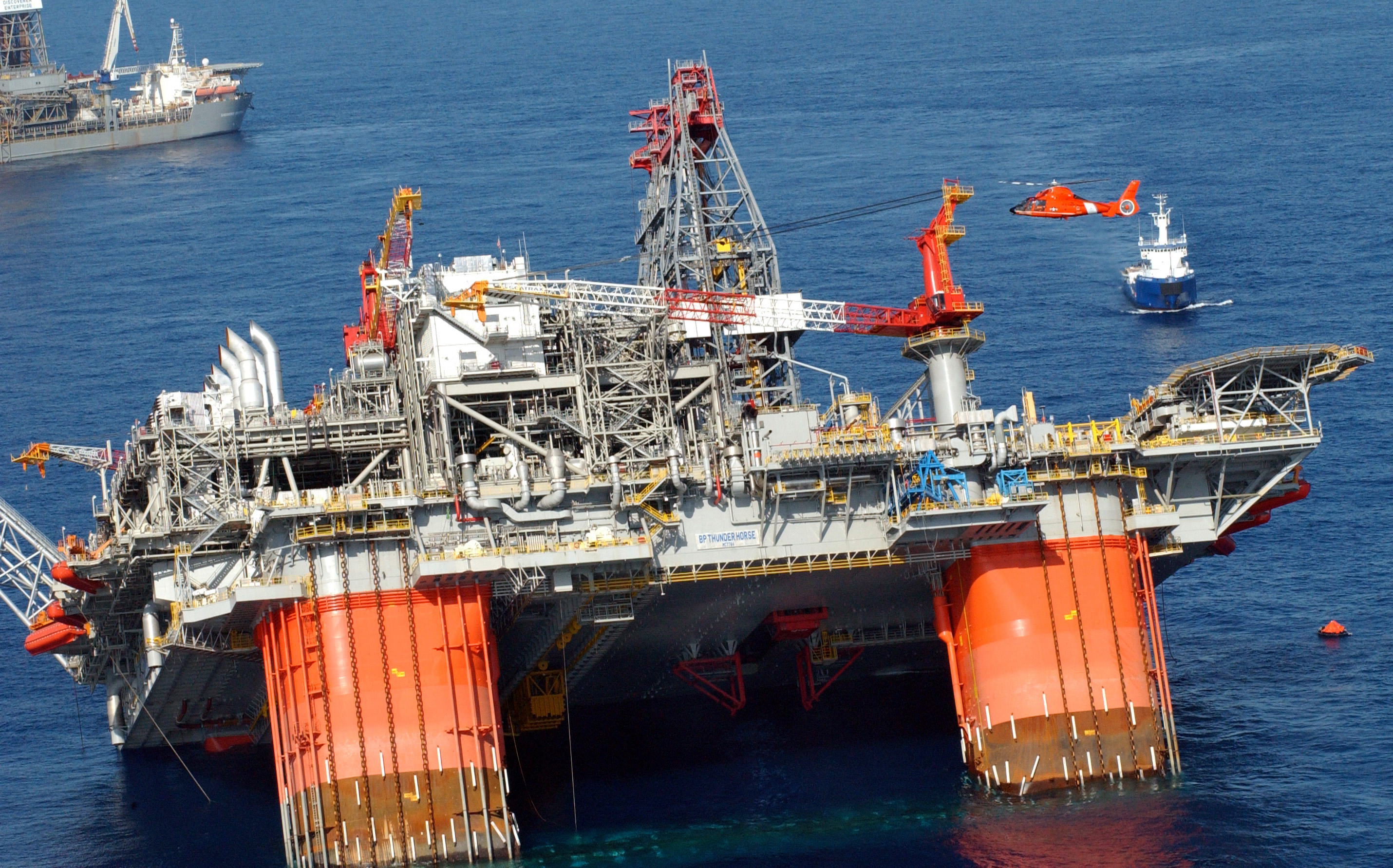
Uszkodzoną przez huragan platforma wydobywcza Thunder Horse.